# Sofie Gråbøl
Anne Sofie Gråbøl, född 30 juli 1968, är en dansk skådespelare. Hon är syster till regissören Niels Gråbøl.
Gråbøl är kanske främst känd för sin roll som Sarah Lund i den hyllade kriminalserien Brottet. Hon har vunnit Bodilpriset två gånger, 1987 för Bästa kvinnliga biroll i Oviri och 1994 för Bästa kvinnliga huvudroll för sin insats i Svart höst. Hon har utöver detta även vunnit Robertpriset fem gånger, 1987 för sin biroll i Oviri, 1994 för huvudrollen i Svart höst, år 2000 för birollen i Den enda rätta, 2005 för huvudrollen i Låt de små barnen och slutligen 2006 för huvudrollen i Anklaget.

## Filmografi i urval
- 1986 – Oviri
- 1987 – Pelle Erövraren
- 1990 – Kära farmor (TV-serie)
- 1993 – Svart höst
- 1994 – Nattevakten
- 1999 – Den enda rätta
- 1999 – Mifune
- 2000 – Blinkande lyktor
- 2002–2003 – Nikolaj och Julie (TV-serie)
- 2004 – Låt de små barnen
- 2005 – Anklaget
- 2005 – Den rette ånd
- 2006 – Direktören för det hele
- 2007 – Brottet (TV-serie)
- 2007 – Daisy Diamond
- 2007 – Min fröken är en utomjording
- 2009 – Brottet II (TV-serie)
- 2012 – Brottet III (TV-serie)
- 2013 – I lodjurets timma
- 2015–2018 – Fortitude (TV-serie)
- 2018 – Liberty (TV-serie)
- 2018 – Vår tid är nu (TV-serie)
- 2025 – Den siste vikingen

## Utmärkelser
- Robert för bästa kvinnliga biroll, för Oviri,  1987
- Bodilpriset för bästa kvinnliga biroll, för Oviri,  1987[5]
- Bodilpriset för bästa kvinnliga huvudroll, för Svart höst,  1994[6]
- Reumert för årets kvinnliga biroll,  2000[7]
- Robert för bästa kvinnliga biroll, för Den enda rätta,  2000
- Reumertför årets kvinnliga huvudroll,  2008[8]
- Robert för bästa kvinnliga huvudroll, för Forbrydelsen III,  2013
- Riddare av första klass av Dannebrogorden,  3 december 2016[9]
- Robert för bästa kvinnliga biroll, för Det kommer en dag,  2017[10][11]
- Nordens språkpris,  2018[12]
- Bodilpriset för bästa kvinnliga biroll, för Rose,  2023
- Robert för bästa kvinnliga huvudroll, för Huset,  2024[13]

[Redigera Wikidata]